# Catananche
Catananche és un gènere de plantes angiospermes de la família de les asteràcies (Asteraceae). Són plantes natives d'Europa, especialment de la Mediterrània, i del nord d'Àfrica.

## Descripció
Són plantes herbàcies anuals o perennes, les tiges són erectes, solitàries o en baix nombre i poden fer entre 20 i 30 cm d'altura. Les fulles són sobretot basals, enteres o amb el marge lleugerament dentat. Les flors es troben agrupades en capítols, entre un i cinc, habitualment pedunculats, a l'involucre hi ha diverses fileres de bràctees escarioses. Les lígules de les flors exteriors poden ser blaves o grogues. El fruit és un aqueni cònic acanalat de color entre marronós i negre i amb papus.

## Taxonomia
Aquest gènere va ser publicat per primer cop l'any 1753 al segon volum de l'obra Species Plantarum del botànic suec Carl von Linné (1707-1778).

### Espècies
Dins del gènere Catananche es reconeixen les cinc espècies següents:
- Catananche arenaria Coss. & Durieu
- Catananche caerulea L.
- Catananche caespitosa Desf.
- Catananche lutea L.
- Catananche montana Coss. & Durieu

### Sinònims
Els següents noms científics són sinònims heterotípics de Catananche:
- Catanance St.-Lag.
- Cupidonia Bubani
- Piptocephalum Sch.Bip.